# Megaselia speculigera
Megaselia speculigera är en tvåvingeart som beskrevs av Borgmeier 1962. Megaselia speculigera ingår i släktet Megaselia och familjen puckelflugor. Inga underarter finns listade i Catalogue of Life.